# Magnox

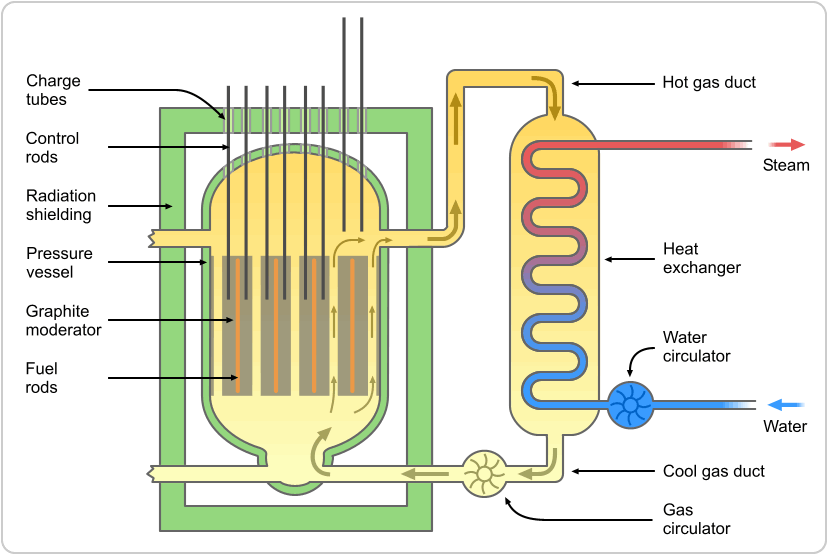
Schematisch diagram van een Magnoxreactor

De Magnox was een grafietreactor. Dit type kernreactor van de eerste generatie, werd in het Verenigd Koninkrijk ontworpen en gebouwd. Het werd ook in enkele andere landen gerealiseerd.
De Magnox was geschikt om in een kerncentrale kernenergie te produceren uit kernbrandstof, alsook om plutonium mee te produceren voor kernwapens. De naam duidde op het soort bekledingsmateriaal van de kernbrandstofstaven.

## Geschiedenis
De eerste commerciële Magnoxcentrale in Calder Hall werd op 27 augustus 1956 op het hoogspanningsnet aangesloten.

## Magnoxreactoren in het Verenigd Koninkrijk
- Calder Hall bij Whitehaven, onderdeel van het Sellafield-complex, sluiting 2003
- Chapelcross bij Annan, sluiting 2003
- Berkeley, sluiting 1989
- Bradwell, sluiting 2002
- Hunterston "A" tussen West Kilbride en Fairlie, sluiting 1990
- Hinkley Point bij Bridgwater, sluiting 1999
- Trawsfynydd in het graafschap Gwynedd, sluiting 1991
- Dungeness "A", sluiting 2006
- Sizewell "A" bij Leiston, sluiting december 2006
- Oldbury, sluiting februari 2012
- Wylfa op Anglesey, sluiting 30 december 2015

## Magnoxreactoren elders
- Latina, Italië, sluiting 1987
- Tokai-1, Japan, sluiting 31 maart 1998